# Mariasole Pollio
Mariasole Pollio (Nápoles, 18 de julio de 2003) es una actriz, presentadora de televisión, conductora radiofónica y modelo italiana.

## Biografía
Mariasole Pollio nació el 18 de julio de 2003 en Nápoles, en Campania (Italia), de madre Rosaria y padre Giuseppe Pollio, y también tiene un hermano llamado Roberto. A la edad de tres años, su madre la inscribió en un curso de teatro.

## Carrera
Mariasole Pollio a la edad de siete años se matriculó en la escuela de cine de su ciudad para estudiar actuación. Durante sus años de secundaria decide abrir un canal de YouTube. Posteriormente decide matricularse en el bachillerato lingüístico, donde años más tarde obtiene su diploma. En 2011 protagonizó la serie Violetta la traviata. En 2013 protagonizó el cortometraje Il mozzicone equilibrista dirigido por Luigi Scaglione. En 2016 protagonizó el cortometraje Giulia dirigido por Salvatore De Chiara.
Desde 2017, junto a Alan Palmieri y Elisabetta Gregoraci, conduce el programa musical Battiti Live, transmitido por Radionorba y Italia 1.
En 2018 obtuvo una audición para integrarse al elenco de la serie Don Matteo en el papel de Sofia Gagliardi. En el mismo año fue elegida por Leonardo Pieraccioni para actuar en su película Se son rose con el papel de Yolanda, y recibió el Premio Charlot Revelation Fiction Award 2018. En el mismo año participó en el Festival de Cine de Giffoni. En el mismo año participó en el video musical Mi chiedevo se de Francesco Sole. El 23 de febrero de 2019 fue testimonial de la marca Kinder Ice Cream.
En 2020, junto con DJ Khaled y Max Brigante, condujo el programa de eventos en streaming MAS for From Milan With Love - Next Gen, transmitido en Radio Rossonera y en los canales oficiales ACMilan y TIDAL.com. En el mismo año participó en el programa de televisión Vieni da me, emitido en Rai 1 con la conducción de Caterina Balivo. En el mismo año participó en el videoclip Sembro matto de Max Pezzali.
En 2021 interpreta el papel de Martina en el cortometraje La regina di cuori dirigido por Thomas Turolo y publica su primer libro publicado por Mondadori, Oltre. En 2021 dirigió el programa Battiti Summer Trend, un spin-off de Battiti Live emitido en la plataforma Mediaset Infinity.
En 2022, junto con Elenoire Casalegno y Nicolò De Devitiis, presentó el programa musical Battiti Live presenta: MSC Crociere - Il viaggio della musica, un spin-off de Battiti Live transmitido por Radionorba y Italia 1. En el mismo año, junto a Rebecca Staffelli, lidera el Coca Cola Summer Festival, transmitido por Radio 105. En 2022 ocupó el papel de Mia en el cortometraje La bambola di pezza dirigido por Nicola Conversa.
En 2022 comenzó su experiencia como locutora de Radio 105, conduciendo el programa 105 Summer Compilation. Desde el 11 de septiembre de 2022 conduce 105 Loves Music, un programa de radio emitido todos los domingos en Radio 105. En 2023 interpretó el papel de Greta en el documental de televisión Pooh - Un attimo ancora dirigida por Nicola Conversa. En el mismo año ha conducto los eventos musicales Love Mi, emitido en Italia 1, junto a Max Angioni y Tezenis Summer Festival, emitido en Radio 105, junto a Rebecca Staffelli.

## Vida personal
Mariasole Pollio desde 2022 ha estado vinculada sentimentalmente con Marco Salvaderi, baterista e integrante del grupo musical Room9.

## Filmografía

### Cine
| Año  | Título      | Personaje | Director             |
| ---- | ----------- | --------- | -------------------- |
| 2018 | Se son rose | Yolanda   | Leonardo Pieraccioni |

### Televisión
| Año       | Título                  | Personaje       | Notas                                               |
| --------- | ----------------------- | --------------- | --------------------------------------------------- |
| 2015      | Violetta la traviata    |                 |                                                     |
| 2018-2020 | Don Matteo              | Sofia Gagliardi | 35 episodios                                        |
| 2023      | Pooh - Un attimo ancora | Greta           | Película de televisión dirigida por Nicola Conversa |

### Cortometrajes
| Año  | Título                    | Personaje           | Director        |
| ---- | ------------------------- | ------------------- | --------------- |
| 2013 | Il mozzicone equilibrista |                     | Luigi Scaglione |
| 2016 | Giulia                    | Salvatore De Chiara |                 |
| 2021 | La regina di cuori        | Martina             | Thomas Turolo   |
| 2022 | La bambola di pezza       | Mia                 | Nicola Conversa |

### Videos musicales
| Año  | Título         | Artista        |
| ---- | -------------- | -------------- |
| 2018 | Mi chiedevo se | Francesco Sole |
| 2020 | Sembro matto   | Max Pezzali    |

## Programas de televisión
| Año           | Título                                                        | Cadeña     | Cadeña    | Role              |
| ------------- | ------------------------------------------------------------- | ---------- | --------- | ----------------- |
| 2017-presente | Battiti Live                                                  | Radionorba | Italia 1  | Coanfitrión       |
| 2020          | Vieni da me                                                   | Rai 1      | Rai 1     | Estrella invitada |
| 2022          | Battiti Live presenta: MSC Crociere - Il viaggio della musica | Radionorba | Italia 1  | Coanfitrión       |
| 2022          | Coca Cola Summer Festival                                     | Radio 105  | Radio 105 | Coanfitrión       |
| 2023          | Love Mi                                                       | Italia 1   | Italia 1  | Coanfitrión       |
| 2023          | Tezenis Summer Festival                                       | Radio 105  | Radio 105 | Coanfitrión       |

## Televisión web
| Año  | Título                                  | Plataforma        | Role        |
| ---- | --------------------------------------- | ----------------- | ----------- |
| 2020 | MAS for From Milan With Love - Next Gen | Radio Rossonera   | Coanfitrión |
| 2020 | MAS for From Milan With Love - Next Gen | ACMilan           | Coanfitrión |
| 2020 | MAS for From Milan With Love - Next Gen | TIDAL.com         | Coanfitrión |
| 2021 | Battiti Summer Trend                    | Mediaset Infinity | Conductora  |

## Radio
| Año           | Título                 | Canal     | Role       |
| ------------- | ---------------------- | --------- | ---------- |
| 2022          | 105 Summer Compilation | Radio 105 | Conductora |
| 2022-presente | 105 Loves Music        | Radio 105 | Conductora |

## Obras
- Pollio, Mariasole (2021).  Mondadori, ed. Oltre. ISBN 9788851081478.

## Premios y reconocimientos
| Año  | Premio         | Categoría           | Resultado | Notas  |
| ---- | -------------- | ------------------- | --------- | ------ |
| 2018 | Premio Charlot | Premio Charlot 2018 | Ganadora  | [ 62 ] |